# معركة مالبلاكيت
مَعْرَكة مَالبلاكِيت، دَارَتْ رَحَاها يَوم 11 سِبتَمبر 1709 أثناء حَرب الخِلافة الإسبانية بينَ الجَيش الفَرنسي بقيادة دُّوق فَيلارس وَقوات التَحالف الكَبير تَحتَ قيادة دُّوق مارلبورو، في واحِدة من أكثر المَعارك دَموية في القُرن الثامِن عَشر، كانَت المَعركة نَصراً بيروسياً للحُلفاء، بَينما تَمكنَ الفَرَنسيون منَ الانسِحاب بِشَكل مُمَنهج.

## خلفية
تأخر بدء الحملة بسبب شتاء 1708/1709 القارس، مما جعل جمع الإمدادات صعبًا، إلى جانب محادثات السلام في لاهاي. على الرغم من أن لويس الرابع عشر كان على استعداد لقبول معظم الشروط المعروضة، إلا أن الطلب الذي قدمه التَحالُف للإطاحة بابن أخيه فيليب الخامس ملك إسبانيا، كان بمثابة إذلال لم يستطع الموافقة عليه وانهارت المحادثات في نهاية أبريل.  بالنسبة لكلا الجانبين، كانت الإستراتيجية هي التي تمليها هذه المفاوضات. أفلست المَملكة الفرنسية، بينما في أوائل عام 1709 تسبب نقص الغذاء الأجور في تمرد الحاميات في تورناي وأراس وسانت أومير وفالنسيان وكامبراي.  لمنع المزيد من التدهور في موقفه التفاوضي، أمر لويس فيلارس بتجنب المعركة بأي ثمن؛ والذي عادة ما يكون جنرالًا شديد العدوانية، وبدلاً من ذلك بنى سلسلة من الخطوط الدفاعية تمتد من سان فينانت إلى دواي على نهر سكارب. 
مقتنعًا بأن فرنسا كانت على وشك الانهيار، سعى التحالف الكبير إلى مواصلة الضغط من خلال التقدم عبر خط الحصون المعروف باسم «بري كاري». بينما كانت الإستراتيجية الفرنسية تُعَد من قِبَل لويس، كانت أستراتيجيت الحلفاء تَتَطَلب الموافقة من الحكومات البريطانية والهولندية والنمساوية، وغالبًا ما تطلب ذلك حل وسط. نظرًا لأنه اعتبر المَواقع التي عَسكَرَ بها فيلارس قوية للغاية بالنسبة لهجوم أمامي، وكذلك مُعارضة الهولنديون لخياره المفضل للهجوم على يبر، وافق مارلبورو على جعل تورناي الهدف الرئيسي لعام 1709. 
على الرغم من استمرار هطول الأمطار الغزيرة والذي تَسَبَب في مزيد من التأخير، بدأ الحصار في 15 يونيو؛ [9] واحدة من أقوى القلاع في فرنسا والتي كانت تحت سيطرة حامية قوامها 7700، استسلمت في 3 سبتمبر وسار مارلبورو على الفور إلى مونس.  بعد أن افترضت أن تورناي لَن تَستَسلم حتى أكتوبر، وبالتالي سَتستهلك موسم حملة الحلفاء لعام 1709 بالكامل، قبل وقت قصير من سقوطها، أمر لويس فيلارس بمنع خسارة مونس «بأي ثَمنْ... خَلاصْ فرنسا على المِحَك».  وصل جيش الحلفاء الرئيسي شرق المدينة في 7 سبتمبر، في انتظار وصول مدفعية الحصار من تورناي؛ اتخذ فيلارس مواقع إلى الجَنوب الغربي في 9، تاركًا القوتين في مواجهة بعضهما البعض عبر فجوة مالبلاكيت. 

## المَعركة

### التَحضيرات

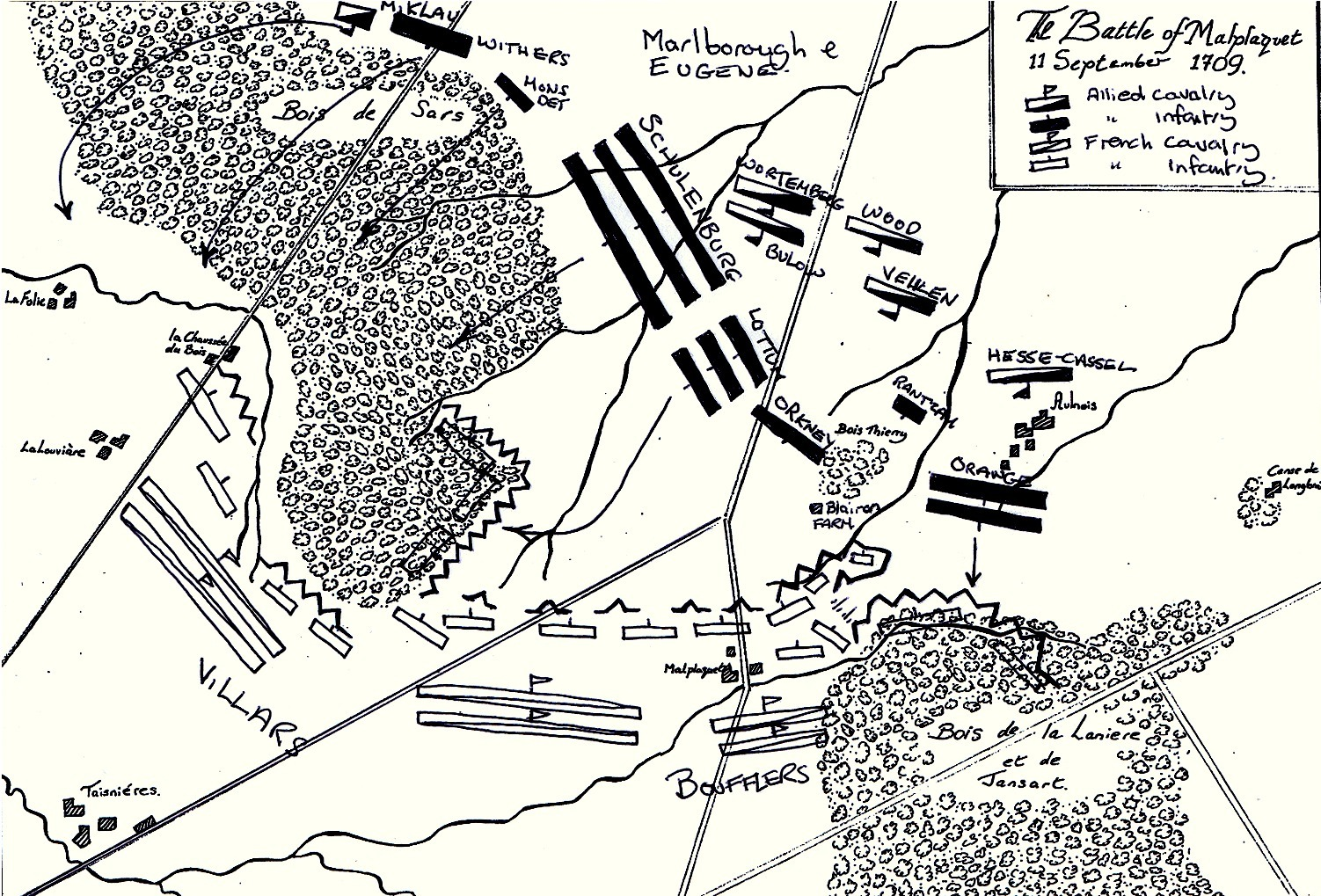
أنتشار القوات في مَعْرَكة مَالبلاكِيت.

عرف مارلبورو ونائبه الأمير يوجين أمير سافوي أن فيلارس قد تلقى تعليمات للقتال من أجل صُمود مونس وحاولا إغرائه إلى مَعركة مَفتوحه، على أمل تحقيق نصر حاسم. وكون فيلارس يَمتَلك خبرة عَسكرية كَبيرة ليَقترف مثل هكذا خَطأ، فقد أمضى 10 سبتمبر في تقوية مواقعه الدفاعية؛ لم يزعجهم الحلفاء إلى حد كبير، شيدت قواته دفاعات ترابية تغطي الأرض المفتوحة في المركز، مع وجود تحصينات إضافية تمتد إلى الغابة على كلا الجانبين. كان سبب التأخير في جَيش الحلفاء قرار مارلبورو لانتظار وصول التعزيزات من تورناي بقيادة هنري ويذرز. تم انتقاده في وقت لاحق بسبب هذا القَرار، قال أحد المُحللين «إما أن المَعركة كانَ يجُب أن تَحدث في اليوم العاشر أو لا تَحدث على الإطلاق». 
كانت خطة معركة الحلفاء هي نفسها التي تم استخدامها بنجاح في معركة بلاينام ومعركة رامييه ومعركة أودينارد. في كل مناسبة، كانت الهجمات الأمامية على الأجنحة الفرنسية تجبرهم على نقل القوات من المركز، والذي تم كسره بعد ذلك بهجمات جماعية لسلاح الخَيالة؛ على الرغم من أن الوحدات الرائدة تكبدت خسائر فادحة، إلا أن الخسائر الإجمالية كانت أقل بكثير من تلك التي عانى منها المهزوم. كان الفارق في مالبلاكيت هو القيادة الفرنسية الأكثر حسماً، والمواقف الدفاعية المعدة جيدًا والأداء الأفضل من قبل رجالهم.  كما منعت الأرض المقيدة أيضًا مارلبورو من نقل القوات بسرعة من جناح إلى آخر مع تطور المعركة، وهو نهج يستخدمه غالبًا لإبقاء خصومه في حالة من عدم التوازن. 
كان لدى فيلارس ما بين 75.000 إلى 80.000 رجل و 80 مَدفع، معظمهم من الفرنسيين مع أعداد كبيرة من البافاريين والسويسريين، بالإضافة إلى اللواء الأيرلندي. قاد اليسار، دي لا كولوني إلى الوسط، بينما كان يقود اليمين المارشال بوفليرس البالغ من العمر 67 عامًا، والذي كان أعلى رتبة من فيلارس لكنه تطوع للخدمة تحت قيادته. احتفظ المشاة بخط متواصل من التحصينات مدعومًا بالمدفعية، مع حشد سلاح الخَيالة في الخلف. [1] كان إجمالي قوة الحلفاء الموجودة في ساحة المعركة حوالي 85000 رجل و 100 مَدفع. على اليمين، حوالي 30.000 مشاة ألماني ودنماركي تحت قيادة الأمير يوجين، مع أمير أورانج جون ويليام فريزو و 18.000 جندي هولندي على اليسار. كان مركز الحلفاء يسيطر عليه 8000 مشاة بريطاني معظمهم، بقيادة إيرل أوركني ذو الخبرة العالية، وتمركز الجزء الأكبر من سلاح الخَيالة البالغ 30000 متمركز خلفهم مباشرة. 

### بداية المَعركة

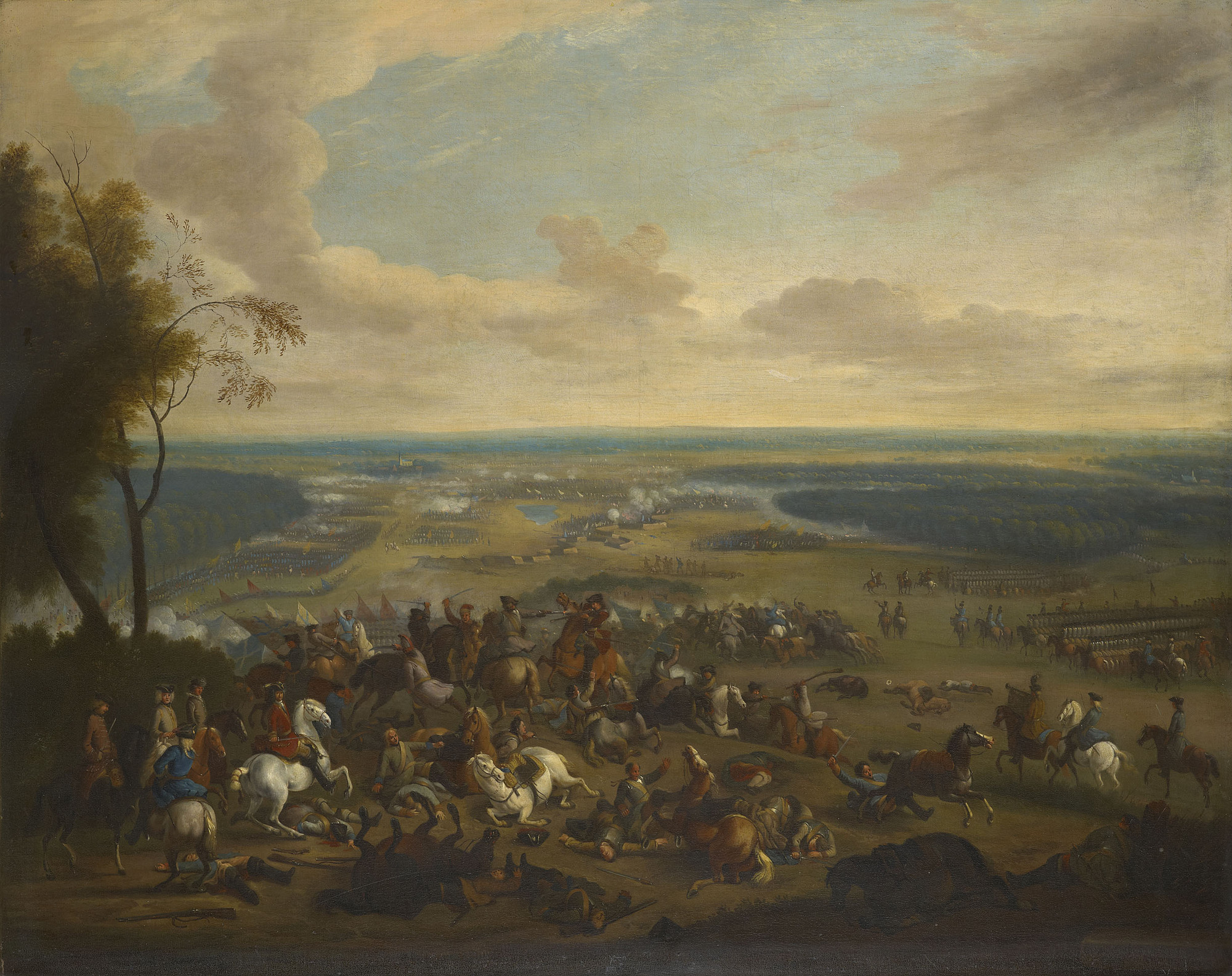
مَعْرَكة مَالبلاكِيت، بريشة فنان مَجهول.

بدأت المعركة حوالي الساعة 07:00 يوم 11 سبتمبر، عندما تحرك يمين الحلفاء بقيادة لوتوم وشولنبرغ ضد المواقع الفرنسية في مَنطَقت سارس وود. تلا ذلك ثلاث ساعات من القتال الشَديد، وتكبد الطرفان خسائر فادحة؛ أصيب الأمير يوجين في رقبته لكنه رفض مغادرة الميدان. بدأ الهجوم الهولندي على اليسار بعد ساعة، ثم توقف في وجه النيران المدمرة من مسافة قريبة، والتي أوقعت أكثر من 5000 ضحية في أقل من 30 دقيقة، بما في ذلك العديد من كبار الضباط.  استمروا بالتَقَدُم مع صلابة لا تصدق حتى طلب مارلبورو من أمير أورانج التوقف، وفي ذلك الوقت فقدوا أكثر من 8500 رجل. يزعم بعض المؤرخين البريطانيين أنه كان من المفترض أن يقوم الهولنديون «بمظاهرة» فقط، وليس هجومًا واسع النطاق، لكن هذا يبدو غير مرجح، بينما تحمل مارلبورو لاحقًا المسؤولية الكاملة عن فشل الهجوم. 

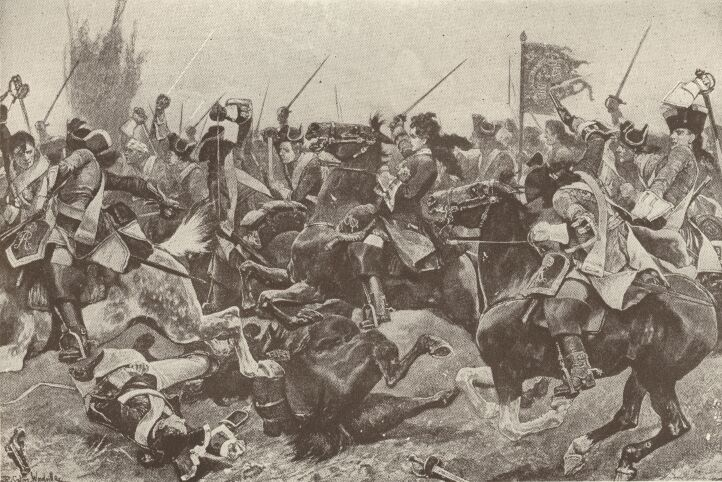
هجوم الخَيالة الفَرنسيين في مَعْرَكة مَالبلاكِيت، بريشة ريتشارد كاتون جونيور.

ورغم خسائرهم على الجانب الهواندي، فإن هجمات الأمير يوجين حققت هدفها بإجبار فيلارس على سحب القوات من المركز وتعزيز يَساره لمنعه من الانهياره. كان من المفترض في الأصل أن يكون ويذرز وانفصاله عن تورناي قد انضموا إلى الهولنديين ولكنهم وصلوا إلى ساحة المعركة بعد فوات الأوان وتم توجيههم بدلاً من ذلك للقيام بحركة أحاطه شمال الخطوط الفرنسية في سارس وود. على الرغم من أن هذه المناورة استغرقت أكثر من ساعتين، وفي ذلك الوقت كان القتال قد انتهى إلى حد كبير، إلا أن وجودهم كان عاملاً آخر يجب على فيلارس التفكير فيه. بحلول منتصف النهار، كان فيلارس قد سَحَبَ أكثر من 77 كتيبة من المركز، مما سمح لأوركني بتجاوز مواقعهم مع القليل من المعارضة. حوالي الساعة 1:00 ظهرا، أصيب فيلارس بجروح بالغة من كرة بندقية حَطَمت ركبته، وتم تمرير القيادة العامة إلى بوفليرس، بَينما تولى بويسيجور السيطرة على اليسار. 
مكّن تقدم أوركني سلاح الخَيالة من تجاوز الدفاعات الترابية التي تم الاستيلاء عليها وتشكيلها على الجانب الآخر، حيث تعرضوا للهجوم من قبل سلاح الخَيالة الفرنسي، بما في ذلك فرقة النخبة «ميزون دو رويك». بقيادة بوفليرس، قاموا بطرد الحلفاء، قبل صدهم بنيران حاشدة من مشاة أوركني؛ مع انهيار اليسار الفرنسي أخيرًا تحت ضغط ويذرز وشولنبرغ، بدأ بويسيجور في الانسحاب، بينما استأنف خَيالة الحلفاء تقدمهم. في الساعة 15:00، أمر بوفليرس بالتراجع العام، والذي تم إجراؤه في حالة جيدة لأن مشاة الحلفاء كانوا مرهقين للغاية مَع خسائر كثيرة بَين الصفوف والتي بلغ مجموعها حوالي 20.000 إلى 21.000 قتيل أو جريح، ما يَقرب النصف منها كان من نَصيب الهولنديين بـ 8462 ؛  تتراوح الخسائر الفرنسية بين 11000 إلى 12000 قتيل أو جريح، بالإضافة إلى 500 سَجين. 

## ما بَعدَ الواقِعة

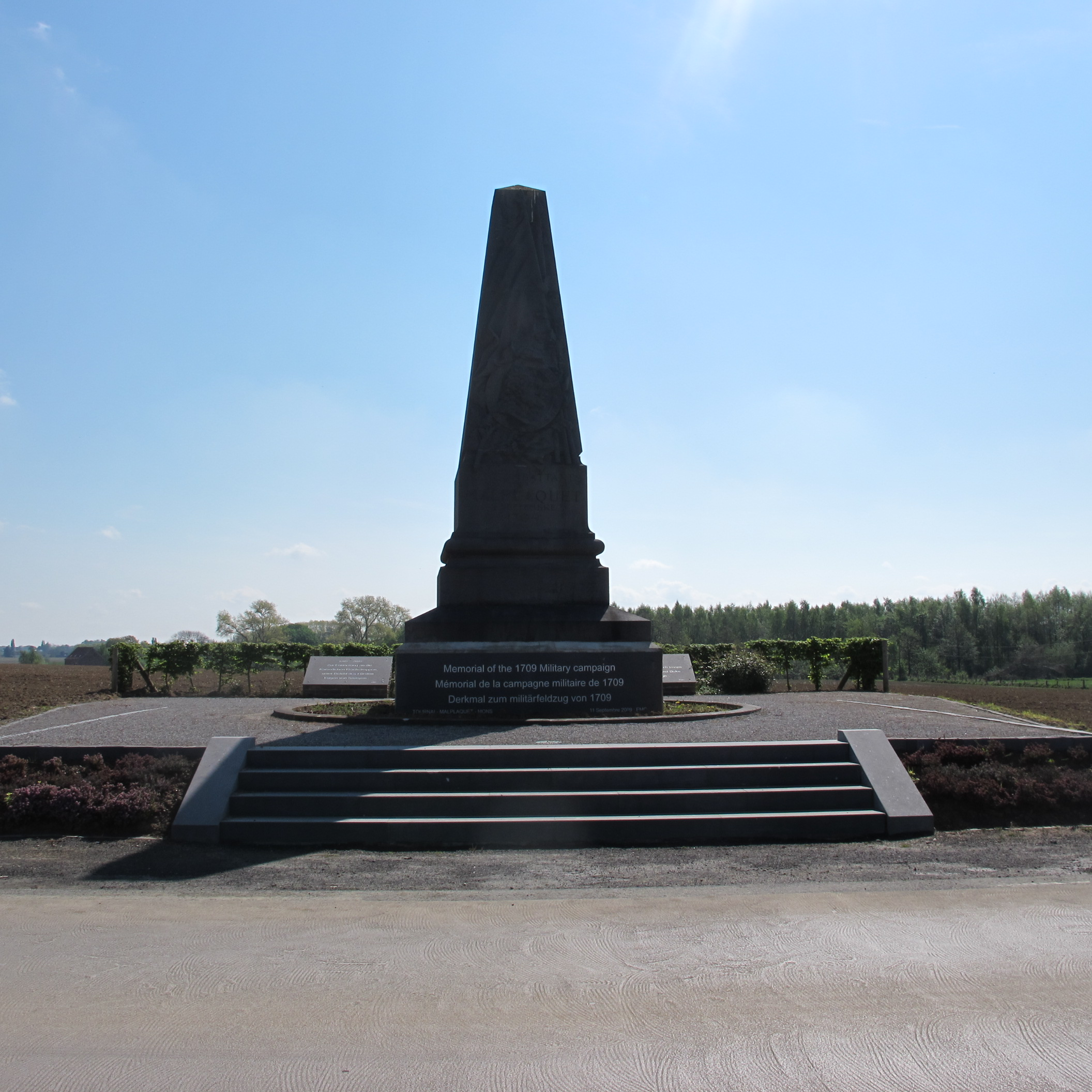
نصب تذكاري لمَعْرَكة مَالبلاكِيت في فرنسا.

في حين أن الخسائر أرعبت الكثيرين، اعتبر المعاصرون بشكل عام مَعْرَكة مَالبلاكِيت انتصارًا للحلفاء لأنهم احتفظوا بالسيطرة على ساحة المعركة، بينما استسلمت مونس في 21 أكتوبر.  مع إصابة فيلارس بالعجز بسبب جروحه، فتح بوفليرس تقريره عن المعركة إلى لويس الرابع عشر بالقول «... تُجبرني المحنة على إعلان خسارة مَعركة أخرى، لكنْ يُمكنني أن أؤكد لجلالتك أن سوء الحَظ هذا لم يُرافقه مجد عَظيم من قَبل».  وعلى نفس المنوال، كتب فيلارس لاحقًا: «إذا مَنحنا الله النعمة لخسارة مثل هذه المَعركة مرة أخرى، يمكن لِجَلالتك الاعتماد على هَزيمة جميع أعدائك». 
مع الاستفادة من الإدراك المتأخر، يمكن اعتبار مَعْرَكة مَالبلاكِيت انتصارًا استراتيجيًا فرنسيًا، لأنه من خلال إنقاذ جيشه ومنع غزو فرنسا، مكّن فيلارس لويس من التفاوض على شروط سلام أفضل بكثير في عام 1713 من تلك المتوفرة عام 1709.  من المؤكد أنها سلطت الضوء على انقسامات الحلفاء حول أهداف الحرب والمخاوف بشأن التكلفة، ولكن هذه القضايا سبقت مَعْرَكة مَالبلاكِيت؛ حتى قبل حملة 1709، كان مارلبورو من بين العديد ممن شعروا أن مطالب اليميني لـ «لا سَلام بدون إسبانيا» كانت مفرطة.  في هذا الصدد، كان تأثير مَعْرَكة مَالبلاكِيت أقل على سياسة الحكومة البريطانية من النجاحات الإسبانية في معركة اليكانتي ومعركة لا جودينا. 
في بداية الحَرب، كان الجيش الفرنسي يعتبر الأفضل في أوروبا، وهي سمعة حطمت بسبب سلسلة من الهزائم بين عامي 1704 و 1708.  يشير المؤرخ الفرنسي أندريه كورفيزييه إلى أن أهمية مَعْرَكة مَالبلاكِيت في التاريخ العسكري الفرنسي تكمن أساسًا في تأثيرها النفسي؛ على الرغم من كونها هزيمة ضيقة لم تفعل شيئًا يذكر لتغيير الوضع الاستراتيجي المباشر، إلا أنها تعتبر أكثر أهمية من انتصارهم في معركة دينان عام 1712. ويجادل بأنه بالنسبة لمؤرخي القرن الثامن عشر، فقد مثلت النقطة التي استعاد فيها الجيش الفرنسي ثقته؛ بالنسبة لأولئك الذين كتبوا بعد الحرب الفرنسية البروسية عام 1870، فقد قدمت دليلاً على المرونة الفرنسية والقدرة على التعافي من الهزيمة الكارثية. 